# Communauté rurale de Dalla Ngabou
La communauté rurale de Dalla Ngabou est une communauté rurale du Sénégal située au centre-ouest du pays. 
Elle fait partie de l'arrondissement de Ndame, du département de Mbacké et de la région de Diourbel.
Lors du dernier recensement, la CR comptait 12 546 personnes et 1 195 ménages.